# 有名な宝石の一覧
有名な宝石の一覧（ゆうめいなほうせきのいちらん）は、その巨大さ、エピソードなどによって有名となった宝石の一覧。なお斜体字は宝石の固有名ではなく、ある一定の特徴を示すタイプを示す。

## エメラルド
- イサベル女王
964カラット (192.8 g)。1519年にエルナン・コルテスがアステカのテスココ宮殿より奪取したエメラルド。緑柱石の結晶形である六角柱そのままの形をしている。1504年に崩御したイサベル1世 (カスティーリャ女王)にちなんで名付けられた。1756年にスペインへの輸送中海難事故に遭い水没したが、1993年にフロリダ沖の沈船で再発見され、引き上げられた。
- ガチャラ・エメラルド（英語版）
- チョーク・エメラルド（英語版）
- トラピチェ・エメラルド
一見スターに見まがう黒い筋の6本入ったエメラルド。その形状が、中南米でサトウキビを絞る圧縮器 (Trapiche) の車軸に似ていることから、この名がついた。当初コロンビアのムソー鉱山にのみ稀産したが、その後、品質は良くないもののブラジル、マダガスカルなどで発見が相次ぐ。トラピチェ自体が希少で、なおかつ宝石にできる上質の石はその数少ない石の中でも極めて限られているため非常に高価。宝石としてジュエリーにされることは少なく、裸石のまま鉱物収集家のコレクターズ・アイテムとして取引されている。
なお、トラピチェ・タイプの石はエメラルド以外にもあることが知られているが、ある程度の人気や知名度があるのはエメラルドだけである。
通常、緑柱石は六方晶系であるが、トラピチェエメラルドの場合三方晶系となっており、それが双晶を作り六角形となっていると言われる。
- デヴォンシャー公爵のエメラルド（英語版）
- マッカイ・エメラルド
- フッカー・エメラルド（英語版）

## サファイア
- インドの星
536.35カラットで最大級のサファイア。
- クイーンズランドの黒い星（英語版）
733カラットでアダムの星が発掘されるまで世界最大であった黒色のサファイア。
- アダムの星
1,404.49カラットで2024年現在世界最大のサファイア。
- カシミール・サファイア
コーンフラワー・ブルー、ベルベット・ブルーなどと形容される、上質な濃青色を呈するサファイア。インドのカシミール地方に産したが、数年で枯渇したため、今では稀に中古品が出る以外市場に出回ることがなく、幻のサファイアといわれている。
- パパラチア・サファイア
- ルイ14世の大ブルー・サファイア
135.8カラット
- ローガン・サファイア

## ダイヤモンド
en:List of diamondsも参照。
- アンクル・サム・ダイヤモンド Uncle Sam Diamond
原石40.23カラット (8.046 g)、カット後12カラット (2.4 g)。薄茶色のエメラルド・カット。アメリカ合衆国で発見された中で最大のダイヤモンド。
- インコンパラブル・ダイヤモンド Incomparable Diamond 
原石890カラット (178 g)、カット後407.48カラット (81.496 g)。茶色がかった黄色。ダイヤモンド原石としては世界で4番目に大きい。この他に数個の小さな石がこの原石から切り出されている。

- ヴィッテルスバッハ・グラフ・ダイヤモンド Wittelsbach-Graff Diamond
31.06カラット (6.212 g)。やや黒ずんだブルー。
バイエルン王家ヴィッテルスバッハ家の所蔵品だったが、現在は個人蔵。
- ウジェニー・ブルー Eugénie Blue
→ブルー・ハート・ダイヤモンド

- エクセルシオール Excelsior Diamond
原石970カラット (194 g)。1893年、南アフリカ・ヤーヘルスフォンテーン鉱山にて採掘。1905年に同じく南アフリカで「カリナン」が採掘されるまでは、世界最大の原石として知られた。2015年に「レセディ・ラ・ロナ」が発見されるまで「カリナン」に次ぐ大きさのダイヤモンド原石だった。余りの大きさになかなか売れなかったので、13 - 68カラットの10個の断片に分割された[1][2][3][4][5][6]。
- 大菊ダイヤモンド Great Chrysanthemum Diamond
104.15カラット (20.830 g)。ブラウン。ロンドンのガラード宝石商会所蔵。
- オーシャンドリーム Ocean Dream Diamond
5.51カラット (1.102 g)。アメリカ宝石学協会が唯一認めた天然の青緑色ダイヤモンド。コラ・ダイヤモンド社所蔵。
- オールナット Allnatt Diamond
101.29カラット (20.258 g)、アンティーク・クッション・シェイプ・ブリリアントカット、鮮黄色のダイヤモンド。
- オルテンシア Hortensia diamond
20カラット (4.0 g)、桃色のダイヤモンド。王政時代にはフレンチ・ブルーと共にフランス王冠を飾っていた。革命後に盗難に遭ったが、紆余曲折あってフランス皇室のもとに戻った。名前の由来はジョゼフィーヌ・ド・ボアルネの娘でナポレオン・ボナパルトの義娘、オランダ王妃オルタンス・ド・ボアルネだが彼女自身が所有者であったことはなく、身に着けたことさえなかった。ナポレオンやオルタンスの息子であるナポレオン3世の妻ウジェニー皇后が使用していた。現在はルーブル美術館に展示されている。

- オルロフ Orlov
199.60カラット (39.920 g)。インディアン・ムガルと云う古いインド式のカットがなされた半卵形のダイヤモンド。クレムリンダイヤモンド庫蔵。右写真はガラス製の複製品。

- カリナン Cullinan Diamond
原石3,106.75カラット (621.350 g)。世界一巨大なダイヤモンド原石。これからカットされた石の多くはイギリス王室へ寄贈された。右写真はガラス製の複製品。

- コ・イ・ヌール Koh-i-Noor
紆余曲折あって現在は105.60カラット (21.120 g)。世界最古といわれる長い来歴を持つダイヤモンド。イギリス王室所蔵。
右写真はガラス製の複製品。
- ザ・ゴールデン・ジュビリー Golden Jubilee Diamond
545.67カラット (109.134 g)。世界最大の研磨済みダイヤモンド。タイ王室所蔵。
- サンシー Sancy
55.23カラット (11.046 g)。インド産のやや黄味がかったダイヤモンド。かつてのフランス王室所蔵品で現在はルーブル美術館が所蔵。
- サンドロップ Sun drop
110.03カラット (22.006 g)。2010年に南アフリカで発見されたイエロー・ダイヤモンド。サザビーズは「西洋ナシの形をした装飾的で光り輝くイエロー・ダイヤとしては世界最大」と賞賛し、最も希少で最も魅力的な「ファンシー・ビビッド・イエロー」の鑑定書を付けた。

- シャー・ダイヤモンド Shah Diamond
88.7カラット (17.74 g)。珍しい棒状のダイヤモンドで、三人のムガル皇帝の名が古代ペルシャ文字で記されている。クレムリンダイヤモンド庫蔵。
- ピンクスター Pink Star
原石132.5カラット (26.50 g)、カット後59.60カラット (11.920 g)。ルロ・ローズが発見されるまでピンク・ダイヤモンドでは世界最大だった。1999年にアフリカでダイヤ最大手デビアス（De Beers）によって採掘されたというが産出国は明らかにされていない。シュタインメッツ・ダイヤモンズ（Steinmetz Diamonds）がおよそ2年の歳月をかけてオーバルカットを施した。縦2.69センチ・横2.06センチ・重さ11.92グラム。2003年に「シュタインメッツ・ピンクダイヤモンド（Steinmetz Pink Diamond）」の名を与えられ世に発表されるが、2007年に売却された際に「ピンクスター（Pink Star）」と名称が変更された。2013年11月13日、サザビーズオークションで史上最高額7632万スイス・フラン（約83億円）で落札された。落札者はダイヤモンド研磨師アイザック・ウォルフ氏。名称を「ザ・ピンク・ドリーム（The Pink Dream）」に変更する意向を明らかにしている。
- ジョーンズ・ダイヤモンド Jones Diamond
34.48カラット (6.896 g)。蹄鉄ダイヤモンド。アメリカ合衆国北部では最大のダイヤモンド。
- スウェロ（SEWELO）
1,758カラット (351.6 g)。ボツワナのカロウェ鉱山で2019年4月に発見され、ボツワナ語で“希少な発見”を意味する‟スウェロ“と名付けられたダイヤモンドの原石。[7]
- センティナリー・ダイヤモンド Centenary Diamond
273.85カラット (54.770 g)。無色透明、クラスDでは最大級。デビアス社所蔵。
- ダッドリー・ダイヤモンド Dudley Diamond
47.69カラット (9.538 g)。ピア・シェイプ・カットでDカラーのダイヤモンド。原石のときは 83.5カラット (16.70 g) あり、南アフリカの星と呼ばれていた。アフリカの星、と云う紛らわしい別の名前を持つダイヤモンドも存在するので、混同せぬよう注意されたし。

- ダルヤーイェ・ヌール Darya-ye Noor
182カラット (36.4 g)。来歴がコ・イ・ヌールとおなじくらい古い。もともとインドにありムガル帝室が所蔵していたが、18世紀にインドに攻め入ったイランのナーディル・シャーにより戦利品としてテヘランへ持ち帰られる。現在もイラン中央銀行の地下金庫に所蔵されている。
- ディープディーン Deepdene
104.52カラット (20.904 g)。鮮黄色。放射線照射処理による色調改変を施されたダイヤモンドとしては最大。

- ティファニー・イエロー Tiffany Yellow Diamond
1877年に南アフリカのキンバリーで発見された287.42カラット (57.484 g)のイエロー・ダイヤモンドの原石を1878年18,000ドルでティファニー社が購入、Dr.ジョージ・フレデリック・クンツにカットさせ128.54カラット (25.708 g)となった。現在も同社所蔵で、本店でディスプレイされ事実上看板として扱われている。
- デ・ヤング・レッド・ダイヤモンド De Young Red Diamond
5.05カラット (1.010 g)。当初ガーネットと思われ二束三文で仕入れた石を、ボストンの宝石商デ・ヤングが、珍しいレッド・ダイヤモンドと看破。レッド・ダイヤモンドとしては3番目に大きい。スミソニアン国立自然史博物館所蔵。
- テーラー・バートン Taylor-Burton Diamond
68カラット (13.6 g)。俳優リチャード・バートンが妻であり女優のエリザベス・テーラーへ、結婚に際し贈ったダイヤモンド。

- ドレスデン・グリーン Dresden Green Diamond
41カラット (8.2 g)。グリーン・ダイヤモンドでは世界最大。ドレスデン美術館所蔵。
右写真はガラス製の複製品。
- ハート・オブ・エタニティ Heart of Eternity Diamond
27.64カラット (5.528 g)。アメリカ宝石学協会が、鮮やかな青、と認めたダイヤモンドの中ではおそらく最大。
- ハリー・レガシー Harry Legacy
101.73カラット (20.346 g)。約2年の月日をかけて洋ナシ型にカットされた無色透明・完全無傷のダイヤモンド。
2013年にハリー・ウィンストン社が史上最高価格（当時）の2670万ドル（約27億円、2013年5月時点）で落札。同時に命名権も取得し、同社の名を冠した「ハリー・レガシー」の名を与えた。
- ブルー・ハート・ダイヤモンド Blue Heart Diamond
原石103カラット (20.6 g)、カット後30.82カラット (6.164 g)。ハート型のブルー・ダイヤモンド。カルティエ社からアメリカの富豪に売却されたが、そのとき前の所有者はイギリス亡命中のかつてのフランス第二帝政の皇后ウジェニー・ド・モンティジョである、との噂話が立ち、それゆえウジェニー・ブルーの別名で呼ばれることもあるが、現在ではその来歴は根も葉もない嘘であることがわかっている。富豪の死後、スミソニアン協会に寄贈されコレクションに加えられる。

- フロレンティン Florentine Diamond
137.27カラット (27.454 g)。鮮やかな黄色。
トスカナ大公メディチ家伝来の石だったが、同家断絶後ハプスブルク家が相続。ハプスブルク帝国崩壊時に最期の皇帝がスイスへ持ち出したものの、盗難に遭いその後の行方は不明。右写真はガラス製の復刻品。

- ホープ・ダイヤモンド Hope Diamond
45.52カラット (9.104 g)。色はサファイアを思わせる濃いブルー。呪いの宝石として有名。スミソニアン国立自然史博物館所蔵。
- ミレニアム・スター Millennium Star
原石777カラット (155.4 g)、カット後203.04カラット (40.608 g)。無色透明、クラスDではセンティナリーに次ぐ大きさ。デビアス社所蔵。
- ヤコブ・ダイヤモンド Jacob Diamond
184.5カラット (36.90 g)。世界で7番目に大きなダイヤモンド。インド政府所蔵。

- リージェント Regent Diamond
140.64カラット (28.128 g)。ルイ14世の摂政（リージェント）だったオルレアン公フィリップが持っていたところからこの名が付いた。その後ルイ15世、ルイ16世、ナポレオン1世の手を渡り歩く。ナポレオンがこの石を剣に装着していた肖像画が残っている。ルーブル美術館に所蔵されている。
- レソトの約束 Lesotho Promise
原石603カラット (120.6 g)、カット後75カラット (15.0 g)。15番目に大きいダイヤモンド、10番目に大きい白ダイヤモンド。
- コンステレーション
原石813カラット (162.6 g)。2016年に、史上最高額の落札額6300万ドルを記録したダイヤモンド。ドバイの取引会社により落札され、スイスのデザイン会社「ドゥグリソゴノ」がデザインを担当[8]。
- レセディ・ラ・ロナ Lesedi La Rona
原石1,109カラット (221.8 g)。2015年ボツワナ産、「カリナン」に次ぐ史上2番目の大きさ。ツワナ語で「私たちの光」という意味。2016年6月に公開オークション「サザビーズロンドン」に出品され話題となったが、入札は不調に終わった《当時、7000万ドルを最低落札価格として設定されていた》。その後、2017年9月にイギリスの宝石商グラフが5300万ドルで購入したことが明らかとなった[1][9][10]。

## ルビー
- ビーフ・ブラッド beef blood
牛の血を意味する濃赤色のルビー。タイ王国産。
- デ・ロング・スタールビー De long star ruby
- ネランジャリ・ルビー Neelanjali Ruby
- ピジョン・ブラッド pigeon blood
鳩の血を意味する最高品質の赤を呈するルビー。現在のところ、ミャンマーのモゴク鉱山でしか産しない。
- ローサー・リーブス・スタールビー

## その他貴石
アレキサンドライト
- スミソニアン・アレキサンドライト
65.08カラット。世界最大のアレキサンドライト。スミソニアン国立自然史博物館所蔵。

オパール
- 女王のオパール
女王エリザベス2世に贈られたアンダムーカ産のオパール。
- 黒太子 オパール

サンゴ
- 血赤珊瑚
アカサンゴ Corallium japonicum のうち、血のような濃赤色の石を云う。
- オックス・ブラッド ox blood
特に黒味がかったアカサンゴ。大変希少価値が高い。

真珠
- ラオ・ツーの真珠（老子の真珠、アラーの真珠）
- 南洋真珠
シロチョウガイ Pinctada maxima Jameson から産する真珠。主としてオーストラリア、インドネシア、フィリピンなど、日本から見た南洋にあたる地域で養殖されている。

ヒスイ
- 翠玉白菜
白菜の上に載る二匹の昆虫(キリギリス、イナゴ)を彫った硬玉。ヒスイ彫刻の最高傑作と評価される。国立故宮博物院（台北）蔵。
- 琅玕（ろうかん）
硬玉のうち、透明度が高く緑色が濃い石を云う。
- エメラルド仏

## 半貴石
アクアマリン
- ドム・ペドロ
世界最大のアクアマリン。ブラジル・ペドロアズール鉱山にて採掘。高さ約35cm、幅10cm、重さ10,363カラット。スミソニアン国立自然史博物館蔵。

アメジスト
- デリーの紫サファイア
大英自然史博物館蔵。「呪われたアメジスト」として有名。「サファイア」と通称がつけられているが、アメジストである。

スピネル
- 黒太子のルビー
大英帝国王冠に飾られているスピネル。長い間ルビーと信じられていた。
- サマリアン・スピネル
世界最大のスピネル。
- ティムール・ルビー

トパーズ
- アメリカン・ゴールデン・トパーズ
カッティングされた巨大なイエロートパーズ、重量約23000カラット (4.6 kg)。
- インペリアル・トパーズ
本来は、トパーズの中でもシェリーカラー（黄褐色から橙褐色;橙 - 黄 - 褐）のOH-タイプ、ブラジル産トパーズを云う。黄水晶の商業名としてシトリン・トパーズという言葉が広まったため、黄水晶ではない本来のトパーズに対して色調など関係なく使われるようになった。

トルマリン
- ウォーター・メロン
球殻状の構造を有しており、内側が赤もしくは赤紫、外皮は緑又は青緑になるバイ・カラーのトルマリン。色の取り合わせがスイカに似るのでこの名で呼ばれる。
- パライバ・トルマリン
銅イオンの発色によるネオンブルーやネオングリーンが特徴的なトルマリン。ブラジルのパライバ鉱山産であるところからこの名が付いた。採掘されたのが1988-89年のわずかな期間のみで、以降は途絶したため、現在市場で流れているのは中古品と、わずかに当時から保管されていた在庫のみであるため非常に高額。カラット単位の単価が最も高額な宝石といわれる。